# Cephaloscyllium cooki
Cephaloscyllium cooki е вид акула от семейство Scyliorhinidae.

## Разпространение и местообитание
Видът е разпространен в Австралия (Северна територия) и Индонезия.
Среща се на дълбочина от 223 до 300 m.

## Описание
На дължина достигат до 29,5 cm.